# Alsacia-Lorena
Alsacia-Lorena (în franceză Alsace-Lorraine, în germană Elsaß-Lothringen) este un termen care desemnează teritoriul anexat de Imperiul German în urma războiului franco-prusac din 1870-71. Teritoriul a fost organizat ca un Teritoriu Imperial (germană Reichsland) cu un statut special în cadrul Imperiului, administrat direct de Kaiserul german. Teritoriul a fost atribuit Germaniei prin Tratatul de la Frankfurt și a fost reocupat de Franța la sfârșitul Primului război mondial în noiembrie 1918 în urma armistițiului cu Germania. Prin Tratatul de la Versailles a fost consfințită incorporarea teritoriului în cadrul Franței. Teritoriul a fost reanexat de facto de către Germania Nazistă în 1940 dar a revenit sub control francez la sfârșitul războiului. 

## Administrație
Teritoriul corespundea departamentelor franceze din 1870: Haut și Bas-Rhin precum și a unor părți din departamentele Moselle, Meurthe și Vosges astfel: Majoritatea vestică a departamentului Moselle, cu excepția arondismentului Briey, arondismentele Château-Salins și Sarrebourg din departamentul Meurthe și cantoanele Schirmeck și Saales din departamentul Vosges. De partea franceză teritoriile din departamentele Meurthe și Moselle formează un nou departament Meurthe-et-Moselle iar arondismentul Belfort, ce făcea parte din departamentul Haut-Rhin nu este anexat, devenind un teritoriu special, transformat în 1922 în departamentul Territoire de Belfort. 

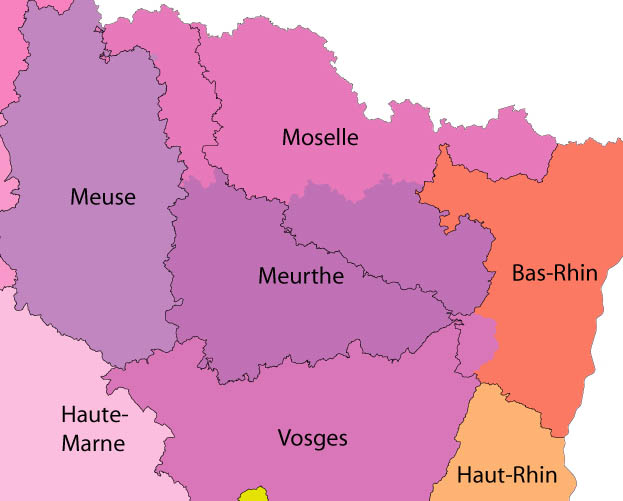
Redecuparea frontierelor în urma anexării

În partea germană sunt organizate 3 regiuni: 
- Lothringen cu reședința la Metz, corespunde aproximativ actualului departament Moselle, formată din districtul urban Metz și încă 8 districte rurale;
- Oberelsaß cu reședința la Colmar, corespunde aproximativ actualului departament Haut-Rhin, formată din 6 districte;
- Unterelsaß  cu reședința la Straßburg, corespunde aproximativ actualului departament Bas-Rhin, formată din districtul urban Straßburg și încă 7 districte rurale;

Fiecare regiune era condusă de un președinte (Bezirkspräsident). Teritoriul este inițial condus de un președinte (Oberpräsident) dar din 1789 este înlocuit cu un Guvernator Imperial (Reichsstatthalter). Alsacia-Lorena trimite 15 deputați în Reichstag iar pe plan local din 1874 există o delegație, cu rol de parlament local (Landesausschuß). Din 1911 teritoriul obține o autonomie sporită, devenind teoretic egal cu ceilalți membri ai Imperiului german, obținând un parlament propriu-zis (Landtag des Reichslandes Elsaß-Lothringen).